# Sable de Luz (láser militar)
Sable de Luz (en hebreo: להב אור‎ Láhav Or) es un sistema de defensa aérea de energía dirigida, móvil, basado en láser, diseñado para interceptar y destruir los globos incendiarios —principalmente de fabricación casera— lanzados desde territorios palestinos hacia Israel, que en los últimos años se han convertido en un método común de hostigamiento, habiendo causado la destrucción de miles de hectáreas de campos agrícolas y espacios naturales.

## Descripción
Sable de Luz fue diseñado y desarrollado por la unidad tecnológica de la Policía de Fronteras de Israel, con el apoyo de las Fuerzas Armadas, la Administración para la Investigación y Desarrollo de Armas y Medios Tecnológicos (MAPAT) y las empresas civiles de tecnología militar OptiDefense y Elbit Systems.
El sistema fue desplegado en la frontera entre Israel y Gaza en febrero de 2020, y entró en funcionamiento en agosto de ese año, habiendo interceptado en su primer mes de servicio 150 globos con 100 % de aciertos. Hasta la fecha (enero de 2022), el sistema ha interceptado el 90 % de los globos lanzados desde la Franja, y se espera que tras unos ajustes se aproxime al 100 % de aciertos de forma más estable, teniendo en cuenta la relativa baja altura en la que vuelan los globos lanzados desde la franja, lo cual elimina las interferencias climáticas que puede haber a partir de cierta altura.
El sistema está basado en un láser de potencia regulada, que tiene como fin generar un foco de calor que destruya los globos de helio, aunque a veces —en el caso de llevar explosivos— se produce su detonación. Para la detección del objetivo, se emplea el sistema SupervisIR de Elbit Systems, que escanea continuamente el perímetro (zona objetivo de los globos) y es capaz de detectar amenazas potenciales de este tamaño en cuestión de segundos, tanto de día como de noche. Una vez detectado el objetivo, la información se transmite a la unidad de mando y control (C2) con el fin de identificar y clasificar la amenaza, tras lo cual el sistema engancha el objetivo y le dispara.
Últimas mejoras
La regulación de la potencia del láser disparado (dado que la destrucción de globos no requiere de un láser de alta potencia) significa que sea adecuado también para su uso en entornos urbanos, incluidos los aeropuertos. Actualmente se está trabajando en una nueva versión del sistema, doblando su potencia, para poder interceptar también objetivos más rígidos, esencialmente los multirrotores operados por radiocontrol que vuelan a bajas alturas (de momento un método poco usado por los palestinos, pero que podría ir en aumento conforme se hagan más accesibles los drones caseros). También se contempla una versión todavía más potente, que podría enfrentarse a los UAV de fabricación iraní lanzados desde Líbano y otros lugares, si bien lo cierto es que ya existe un sistema láser diseñado entre otros para este objetivo, el Rayo de Hierro, que forma parte del escudo antimisiles de Israel.